# Beit Hanoun
Beit Hanoun of Bayt Hãnun (Arabisch: بيت حانون ) is een Palestijnse stad gelegen in de noordoosthoek van de Gazastrook. Beit Hanoun valt onder Gouvernement Noord Gaza. 
Volgens het Palestijns Centraal Bureau voor de Statistiek (PCBS) bestond de bevolking in 2007 uit 38.074 personen.
Bij Beit Hanoun en het ernaast gelegen Beit Lahiya bevindt zich het zéér dichtbevolkte vluchtelingenkamp Jabaliya van Palestijnse vluchtelingen uit de Arabisch-Israëlische Oorlog van 1948. 

## Tijdens conflicten met Israël

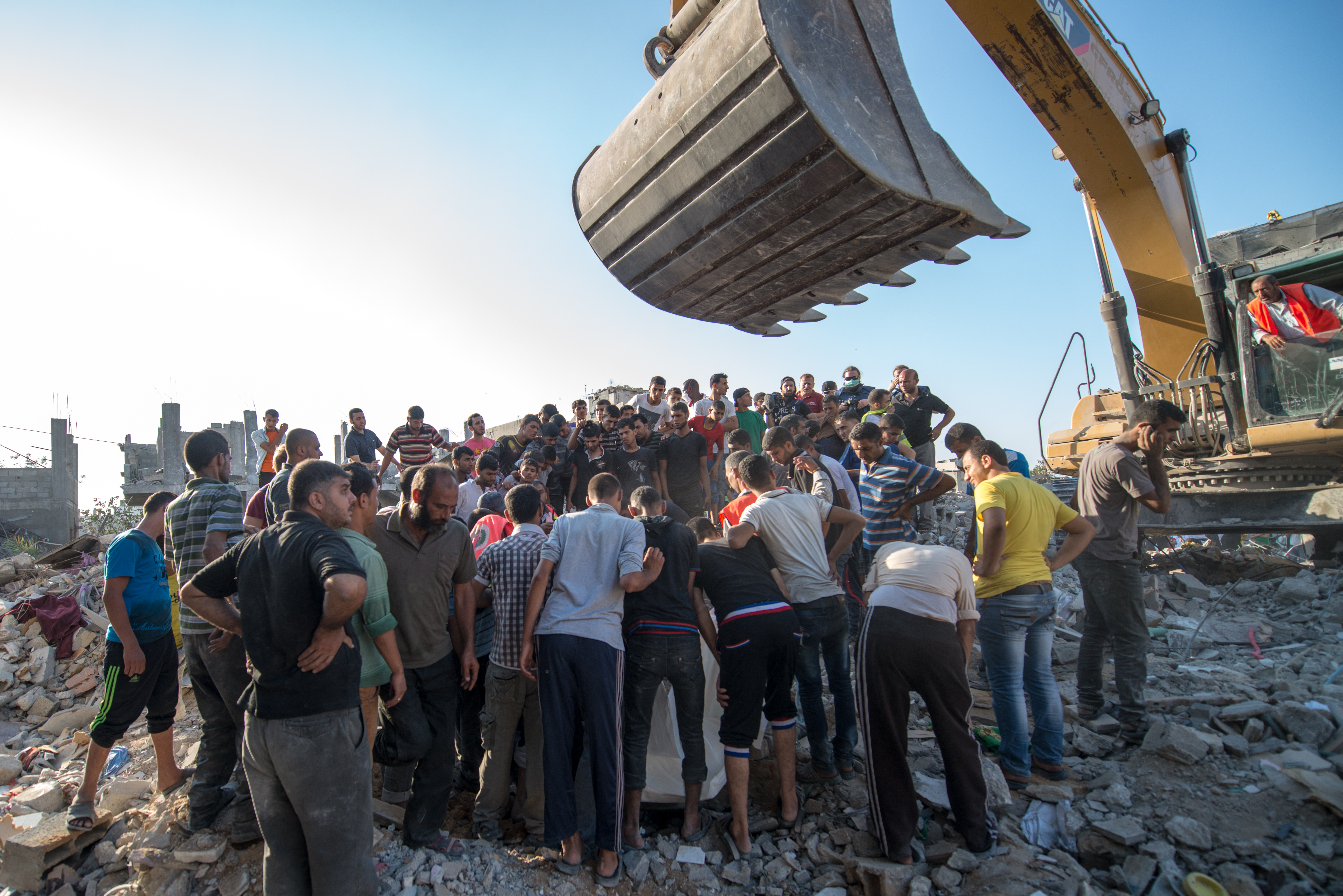
In Beit Hanoun in Gaza benut het volk de 72-uren durende wapenstilstand om naar hun huizen terug te keren en de slachtoffers te vinden, 5 augustus 2014

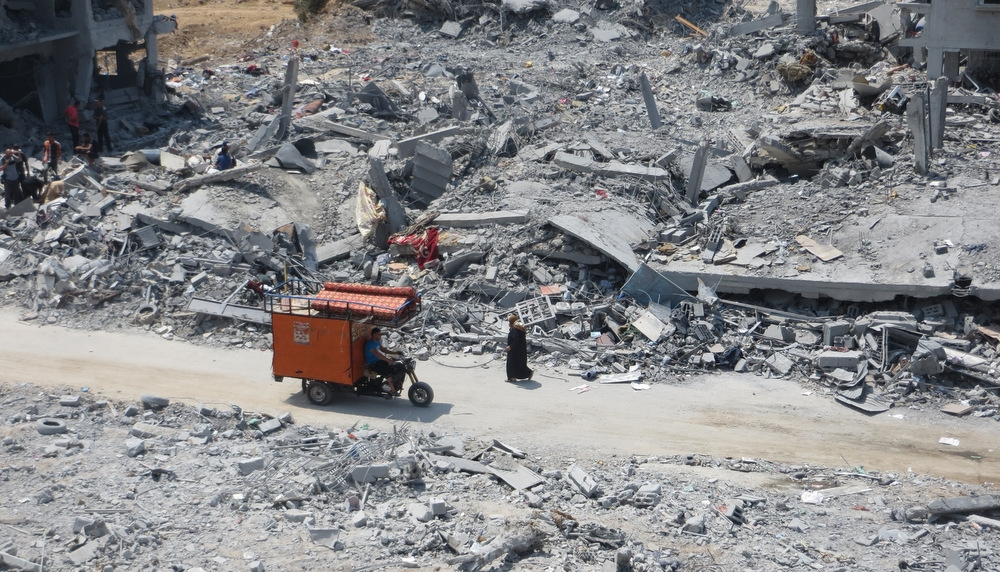
Ruïnes van gebouwen in Beit Hanoun, 16 augustus 2014

Tijdens een aanval van Israël op Beit Hanoun in 2006  en de conflicten met Israël in de jaren daarna zijn in Beit Hanoun vele burgers, vrouwen en kinderen omgekomen door bombardementen van het Israëlische defensieleger (IDF).  
Tijdens het conflict in de Gazastrook 2014 werd op 24 juli een school in het vluchtelingenkamp, dat onder beheer valt van de UNRWA, gebombardeerd door het Israëlische leger, ondanks vele waarschuwingen. Daarbij vielen 15 doden en meer dan 200 gewonden waarvan het merendeel kinderen en leden van de VN, aldus Ban Ki-moon, die zijn "verbijstering" uitte over deze aanval tegen VN-gebouwen, waarbij ook VN-medewerkers omkwamen.